# Landquartbrücke Klosters
Die Landquartbrücke Klosters ist eine Strassenbrücke über die Landquart im Schweizer Kanton Graubünden. Die Brücke liegt in der Prättigauer Gemeinde Klosters im Ortsteil Platz.

## Konstruktion
Die Trog- und Hubbrücke wurde 2008 gebaut. Die Stahl/Beton-Konstruktion lässt sich bei Hochwasser mit Pressen um einen Meter anheben. Damit ist sichergestellt, dass die Landquart auch bei Hochwasser ungehindert abfliessen kann und nicht Überschwemmungen in Klosters Platz verursacht. Beim unterwasserseitigen Längsträger ist aussen ein 1,9 m breiter Gehweg in Stahlbeton angehängt.
Das neue Bauwerk ersetzte eine 150 Jahre alte zweifeldrige historische Natursteinbrücke mit massivem Mittelpfeiler, die bei den Unwettern 2005 schwer beschädigt wurde.

## Nutzung
Die zweispurige Strassenbrücke überführt die Landstrasse von Klosters Platz nach Klosters Selfranga. Die signalisierte Höchstgeschwindigkeit ist 50 km/h. Fussgängern stehen beidseitige Trottoirs zur Verfügung. Die Mountainbikeland-Route «331 Alp Garfiun» und ein Wanderweg führen über die Brücke.